# Characidium longum
Characidium longum is een straalvinnige vissensoort uit de familie van de grondzalmen (Crenuchidae). De wetenschappelijke naam van de soort is voor het eerst geldig gepubliceerd in 2006 door Taphorn, Montaña & Buckup.